# Exlibris, Buchkunst und angewandte Graphik
Exlibris, Buchkunst und angewandte Graphik titelte die von Anfang des 20. Jahrhunderts bis in die 1940er Jahre herausgegebene Zeitschrift des im Untertitel genannten Deutschen Vereins für Exlibriskunst und Gebrauchsgraphik. Das Blatt beschäftigte sich mit zeitgenössischer Kunst von Exlibris, Buchkunst im Allgemeinen und Grafik im Besonderen, darunter Werbegrafiken und  Holzschnitte.
Vorgängerin des in Buchform jährlich herausgegebenen Blattes war die Exlibris. Zeitschrift für Bücherzeichen-, Bibliothekenkunde und Gelehrtengeschichte, zugleich Organ des Exlibris-Vereins zu Berlin. Die Neue Folge (N.F.) erschien zunächst von 1907 bis 1909 in Görlitz bei Starke, von 1909 bis 1919 in Magdeburg bei Heinrichshofen und schließlich bis um 1941 in Berlin.